# Qasr-e Shirin
Qasr-e Shīrīn (farsi قصر شیرین) è il capoluogo dello shahrestān di Qasr-e-Shirin, circoscrizione Centrale, nella provincia di Kermanshah. Aveva, nel 2006, una popolazione di 15.437 abitanti.
La città con i suoi caravanserragli era un punto di sosta sulla strada verso Baghdad e presenta molte rovine dell'epoca sasanide con i resti del palazzo attribuito a Cosroe II. Il sito è inserito nella lista provvisoria del Patrimonio dell'umanità dell'UNESCO.